# Leucojum
Leucojum es un género  de plantas herbáceas, perennes y bulbosas perteneciente a la familia Amaryllidaceae. El género comprende 2 especies: L. aestivum y L. vernum. 

## Distribución y hábitat
Son nativas de Europa meridional, desde los Pirineos hasta Rumania y el oeste de Rusia, pero se han introducido y se han naturalizado en muchas otras áreas, incluyendo la costa este de América del Norte. 
Tienen las hojas estrechas como cintas de color verde oscuro. Las flores son pequeñas y acampanadas, de color blanco con tonos verde (o de vez en cuando amarillo) al final de cada pétalo. Tienen una ligera fragancia.

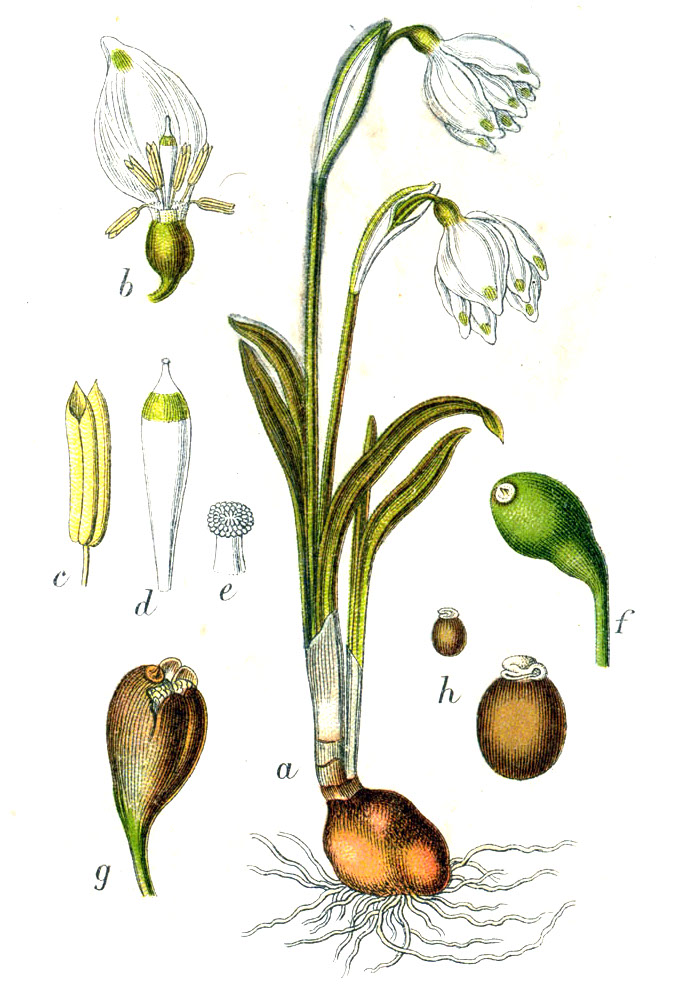
Leucojum vernum

L. vernum crece normalmente hasta los 15-20 cm de altura , aunque puede alcanzar hasta 35 cm . Florece de marzo a mayo (tan pronto como la nieve se derrite en su hábitat). Dos variedades de Leucojum vernum son de sobra conocidas: L. vernum var. carpathicum  nativa de la parte oriental de su área de distribución natural y es una planta grande de color amarillento con manchas en sus pétalos en lugar de color verde; 'vagneri' de Hungría es una planta robusta, a menudo con dos flores por tallo.
L. aestivum tiene una amplia área de distribución natural, encontrándose en Europa, el suroeste de Asia y el norte de Irán, y cada vez más en hábitat húmedos, incluidos los bosques húmedos, los pantanos y ríos.  A pesar de su nombre común también florece de marzo a mayo, aunque ligeramente más tarde de los principios de invierno. Sus semillas en carnosas vainas están infladas, lo que les permite ser dispersadas por las inundaciones de agua.

## Taxonomía
El género fue descrito por  Carolus Linnaeus y publicado en Species Plantarum1: 289. 1753. La especie tipo es: Leucojum vernum

## Especies
- Leucojum aestivum
- Leucojum vernum